# Gadsdorf (Am Mellensee)

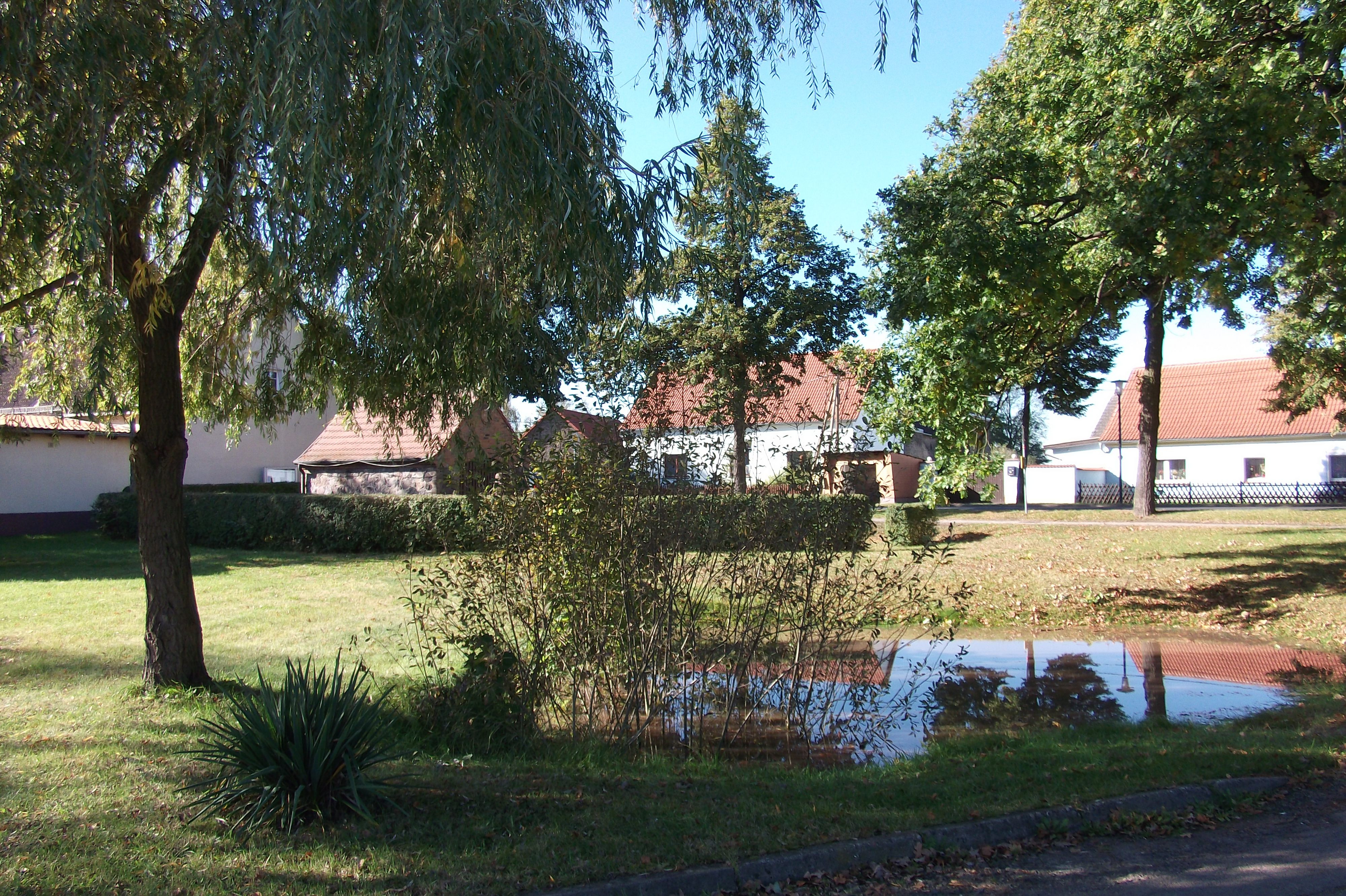
Blick von Süden auf die Dorfaue

Gadsdorf ist ein Ortsteil der amtsfreien Gemeinde Am Mellensee im Landkreis Teltow-Fläming (Brandenburg). Am 26. Oktober 2003 wurde die bis dahin selbstständige Gemeinde innerhalb des damaligen Amtes Am Mellensee per Gesetz an die Gemeinde Am Mellensee angegliedert.

## Geographische Lage
Gadsdorf liegt am westlichen Rand des Gebietes der Gemeinde Am Mellensee, knapp über 20 Kilometer Luftlinie vom südlichen Stadtrand von Berlin, etwa 9 Kilometer südwestlich von Zossen und etwa 8 Kilometer Luftlinie südöstlich von Trebbin. Die Gemarkung Gadsdorf grenzt im Westen an die Gemarkungen von Lüdersdorf und Christinendorf (jeweils Ortsteile der Stadt Trebbin), im Norden zu einem sehr kleinen Teil an die Gemarkung Nunsdorf (Ortsteil der Stadt Zossen), und weiter an die Gemarkung Schünow (ebenfalls Ortsteil der Stadt Zossen). Die Osten folgt die Gemarkung von Saalow und im Südosten und Süden die Gemarkung von Kummersdorf-Alexanderdorf (jeweils Ortsteile von Am Mellensee). Die Dorfform war ursprünglich ein Rundling. Durch den weiteren Ausbau entstanden im 19. Jahrhundert die Wohnplätze Kietz, Nachtbucht und Am Mühlenberg. Die Gemarkung ist 621 Hektar groß. 1900 und 1931 umfasste sie lediglich 595 Hektar.

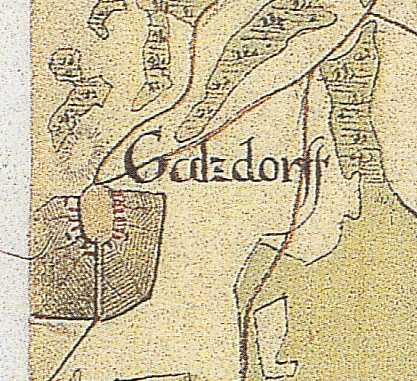
Gadsdorf 1767–87, Ausschnitt aus dem Schmettau’schen Kartenwerk. Die ursprüngliche Rundlingsform ist gut erkennen

## Geschichte
Auf der Gemarkung Gadsdorf lebten seit der letzten Eiszeit Menschen. Nachdem das Gebiet eisfrei geworden war, jagten und rasteten hier Jägervölker. Ihre Anwesenheit ist durch einen Rast- und Werkplatz belegt. Es folgten Siedlungen und Gräberfelder der Ur- und Frühgeschichte, der Bronzezeit, der römischen Kaiserzeit und eine Siedlung aus der Völkerwanderungszeit. Ab dem 7. Jahrhundert wanderten hier nach dem Abzug germanischer Stämme Slawen ein. Eine direkte slawische Vorgängersiedlung ist aber nicht belegt. Die heutige Siedlung entstand im 12./13. Jahrhundert im Zuge der deutschen Ostsiedlung. Die ursprüngliche Dorfform, ein Rundling, deutet jedoch auf die Beteiligung slawischer Siedler hin. Die Dorfform Rundling wird heute als Plansiedlung gedeutet, die fast ausschließlich im Durchdringungsbereich deutscher und slawischer Siedler vorkommt.
Gadsdorf wurde erst 1545 (1541?) erstmals urkundlich erwähnt. Nach dem Erbregister des Amtes Zossen von 1583 hatte der Ort „seit alters“ 10 Hufen. Die Größe jeder Hufe auf der Gemarkung wurde mit 21 Morgen 76 Quadratruten angegeben, was nach heutigem Maß etwa 9,1 Hektar entspricht. Es waren vier Kossäten im Dorf ansässig, die jeweils 3 bis 7,5 Morgen bewirtschafteten. Ein Kossäte diente dem Lehnschulzen, zwei Kossätenstellen waren erst 1572 und 1577 neu aufgebaut worden. Nach dem Erbregister des Amtes Zossen von 1693 mussten der Schulze und drei Kossäten Lehndienste leisten. Die gesamte Gemeinde wurde zu Arbeiten beim Bau von Dämmen und Straßen sowie zur Arbeit auf dem Glienicker Weinberg herangezogen. Bereits 1624 wird ein Laufschmied genannt, 1745 eine nach einem Brand wieder aufgebaute Schmiede erwähnt. 1755 hatte der Lehnschulze auch den Braukrug, d. h. die Dorfschenke mit Braurecht. Der Schneider war zugleich Lehrer im Ort. 1772 wird ein Müller genannt. 1860 hatte der Ort 32 Wohngebäude und 44 Wirtschaftsgebäude, darunter auch eine Getreidemühle. Um 1900 war Gadsdorf bereits auf 54 Häuser gewachsen. 1945 wurden im Rahmen der Bodenreform 104 ha enteignet und 88 ha auf 26 Kleinwirtschaften verteilt. 16 Hektar wurden zur Aufstockung auf 18 Altbauern verteilt. 1953 wurde eine LPG Typ I in einen Örtlichen Landwirtschaftsbetrieb (ÖLB) umgewandelt. 1959 entstand eine LPG Typ III. 1961 hatte diese LPG 57 Mitglieder und bewirtschaftete 346 Hektar Nutzfläche. Die LPG Typ I hatte 22 Mitglieder und bewirtschaftete 111 Hektar Nutzfläche. Sie trat 1966 der LPG Typ III bei. 1973 existierte eine Mühle im Ort.
Die Herkunft des Ortsnamens ist aufgrund der späten urkundlichen Nennung des Ortes unsicher. Schlimpert hält die Ableitung sowohl von einem deutschen als auch einem slawischen Personennamen für möglich. Im ersteren Fall käme eine Koseform Gad(e), von einem Vornamen Gadafried in Frage. Im zweiten Fall wäre ein slaw. Personenname Gad (= Schlange) die Grundform. Auf der Gemarkung Gadsdorf gibt es einige slawische Flurnamen. Außerdem weist die Dorfform, ein Rundling, auf die Beteiligung slawischer Bevölkerungsanteile bei der Gründung des Dorfes hin.

## Bevölkerungsentwicklung
| Jahr | Einwohner |
| ---- | --------- |
| 1583 | 50–60     |
| 1734 | 89        |
| 1772 | 116       |
| 1801 | 125       |
| 1817 | 77        |
| 1840 | 160       |

| Jahr | Einwohner |
| ---- | --------- |
| 1858 | 226       |
| 1895 | 268       |
| 1925 | 289       |
| 1939 | 257       |
| 1946 | 328       |
| 1964 | 226       |

| Jahr | Einwohner |
| ---- | --------- |
| 1971 | 202       |
| 1981 | 164       |
| 1991 | 152       |
| 2006 | 192       |
| 2015 | 176       |

1583: 7 Bauern, 4 Kossäten
Quelle bis 1971: Historisches Ortslexikon

## Sehenswürdigkeiten
Am 5. Juni 1999 wurde die Heimatstube Gadsdorf im alten Feuerwehrgerätehaus eingeweiht.

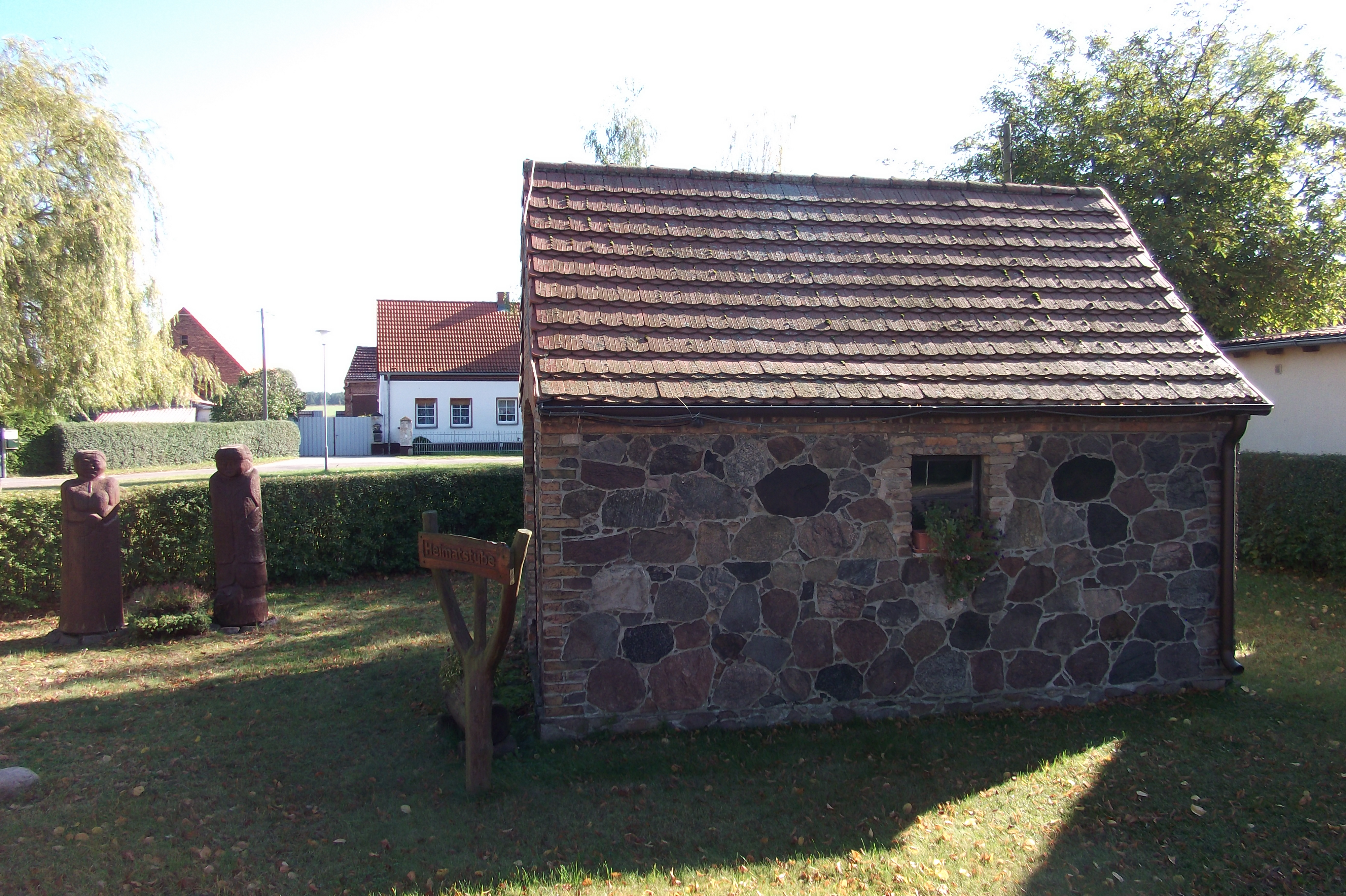
Heimatstube auf dem Dorfplatz

### Bodendenkmale
Auf der Gemarkung Gadsdorf befinden sich zahlreiche Bodendenkmale. Die Denkmalliste des Landes Brandenburg für den Landkreis Teltow-Fläming vom 31. Dezember 2015 weist folgende Bodendenkmale aus:
- Nr. 130901 Alexanderdorf Flur 2, Gadsdorf Flur 3: Rast- und Werkplatz der Steinzeit
- Nr. 130916 Christinendorf Flur 3, Gadsdorf Fluren 1,2: Siedlung der Ur- und Frühgeschichte, Acker des deutschen Mittelalters, Einzelfund  Ur- und Frühgeschichte
- Nr. 130184 Gadsdorf Fluren 2,3: Dorfkern der Neuzeit, Dorfkern des Mittelalters
- Nr. 130907 Gadsdorf Flur 2: Gräberfeld der Urgeschichte
- Nr. 130908 Gadsdorf Flur 2: Siedlung der Urgeschichte
- Nr. 130910 Gadsdorf Flur 2: Siedlung der Ur- und Frühgeschichte
- Nr. 130911 Gadsdorf Flur 2: Gräberfeld der Ur- und Frühgeschichte
- Nr. 130912 Gadsdorf Flur 2: Siedlung der Urgeschichte
- Nr. 130913 Gadsdorf Flur 2: Siedlung der Urgeschichte
- Nr. 130914 Gadsdorf Flur 3: Siedlung der Ur- und Frühgeschichte, Gräberfeld der Ur- und Frühgeschichte
- Nr. 130915 Gadsdorf Flur 2: Siedlung der Urgeschichte, Pechhütte des deutschen Mittelalters
- Nr. 130917 Gadsdorf Flur 2: Acker des deutschen Mittelalters, Siedlung der Urgeschichte
- Nr. 130918 Gadsdorf Flur 3: Siedlung der römischen Kaiserzeit, Siedlung der Völkerwanderungszeit, Acker des deutschen Mittelalters
- Nr. 130919 Gadsdorf Flur 3: Siedlung der Steinzeit, Siedlung der Bronzezeit, Acker des deutschen Mittelalters, Acker der Neuzeit
- Nr. 130921 Gadsdorf Flur 3: Siedlung der Bronzezeit, Acker des deutschen Mittelalters, Siedlung der Steinzeit, Acker der Neuzeit
- Nr. 130923 Gadsdorf Flur 2: Siedlung der Urgeschichte
- Nr. 131163 Gadsdorf Flur 2: Befestigung der Ur- und Frühgeschichte. Die im Umriss etwas unregelmäßige Wallanlage hat eine Südwest-Nordost-Ausdehnung von 125 Metern, und eine Nordwest-Südost-Ausdehnung von 75 Metern. Die Wallkrone erhebt sich noch einen bis anderthalb Meter über die Umgebung. Thomas Schenk und Stefan Pratsch datieren die Anlage in die späte Bronzezeit.[11]
- Nr. 130909 Gadsdorf Fluren 1,2, Lüdersdorf Flur 4: Gräberfeld der Bronzezeit, Siedlung der Ur- und Frühgeschichte
- Nr. 130924 Gadsdorf Fluren 1,3, Lüdersdorf Flur 4: Siedlung der römischen Kaiserzeit, Acker des deutschen Mittelalters

### Naturdenkmale
Die Liste der Naturdenkmale verzeichnet für Gadsdorf
- Linde am Dorfplatz (wegen ihrer ortsbildprägenden Schönheit)
- Eiche am Dorfplatz
- weiterer Baum am Dorfplatz

## Wirtschaft
Die Wirtschaft des Dorfes war über die früheren Jahrhunderte hin ausschließlich durch die Landwirtschaft geprägt. Erst spät lassen sich einige Handwerker (Schmied, Schneider) sowie ein Müller nachweisen. Nach der Wende 1990 siedelten sich einige kleinere Gewerbe in Gadsdorf an. Außerdem gibt es eine größere Sport- und Freizeitanlage (Schießsportanlage) am Ort sowie ein größerer Agrarbetrieb.
2012 erhielt Gadsdorf LTE-Anschluss.

## NaturschutzgebietGadsdorfer Torfstiche und Luderbusch
Im Jahre 2009 wurde ein Gebiet von 138 Hektar im Norden der Gemarkung Gadsdorf sowie kleinen Teilen der Gemarkung Christinendorf (Stadt Trebbin) unter Naturschutz gestellt. Das Naturschutzgebiet Gadsdorfer Torfstiche und Luderbusch umfasst mehrere kleine Seen und Feuchtgebiete, die im Wesentlichen durch Torfabbau entstanden sind bzw. durch den Torfabbau stark verändert worden sind.

## Belege